# Nixon Carcelén
Nixon Carcelén (27 de setembro de 1969) é um ex-futebolista equatoriano que atuava como meia.

## Carreira
Nixon Carcelén integrou a Seleção Equatoriana de Futebol na Copa América de 1995.